# حسین عبدالله‌زاده حقیقی
حسین عبدالله‌زاده حقیقی (زادهٔ ۱۴ بهمن ۱۳۱۵ در تبریز - درگذشتهٔ ۱۳۸۲ در تهران) تایپ دیزاینر ایرانی بود. حقیقی که کارش را از ۱۳۳۶ و با گراورسازی آغاز کرده بود با معرفی استادش همکاری با شرکت حروف‌ریزی الهام را آغاز کرد که از نتایج این همکاری می‌توان به طراحی تایپ‌فیس‌های «۱۲ سیاه» و «۸۴ کیهان» (که اکنون در ایران به نام زر بولد خوانده می‌شود) اشاره کرد. ۸۴ کیهان به سفارش مؤسسهٔ کیهان طراحی و نخستین بار در تاریخ در ۳ بهمن ۱۳۴۰ در تیتر اصلی روزنامهٔ کیهان به کار گرفته شد. پس از دو سال روزنامهٔ اطلاعات نیز شروع به استفاده از این تایپ‌فیس کرد.
او در سال ۱۹۷۸ تایپ‌فیس «حقیقی» را به سفارش مؤسسهٔ کیهان طراحی کرد. این تایپ‌فیس که مدتی بعد «نازنین» نام گرفت توسط شرکت لاینوتایپ تولید شد.
تایپ‌فیس‌های «تیتر»، «مروارید»، «فیروزه»، «فردوسی» و «سعدی سیاه» از دیگر آثار او هستند.
برنا ایزدپناه حروف طراحی‌شده توسط او را از «مهم‌ترین عوامل در هویت بصری تایپوگرافی فارسی» و طراحی تایپ‌فیس ۸۴ کیهان را ملهم از تایپ‌فیس‌های مورد استفاده در اتحاد جماهیر شوروی می‌داند.